# Sörgårdstjärnen, Härjedalen
Sörgårdstjärnen är en sjö i Härjedalens kommun i Härjedalen och ingår i Ljusnans huvudavrinningsområde.